# Côte-Rouge
Côte-Rouge (Luxemburgs: Beierchen) is een lieu-dit van Metzert in de gemeente Attert in het Land van Aarlen, het Luxemburgstalige deel van de Belgische provincie Luxemburg.

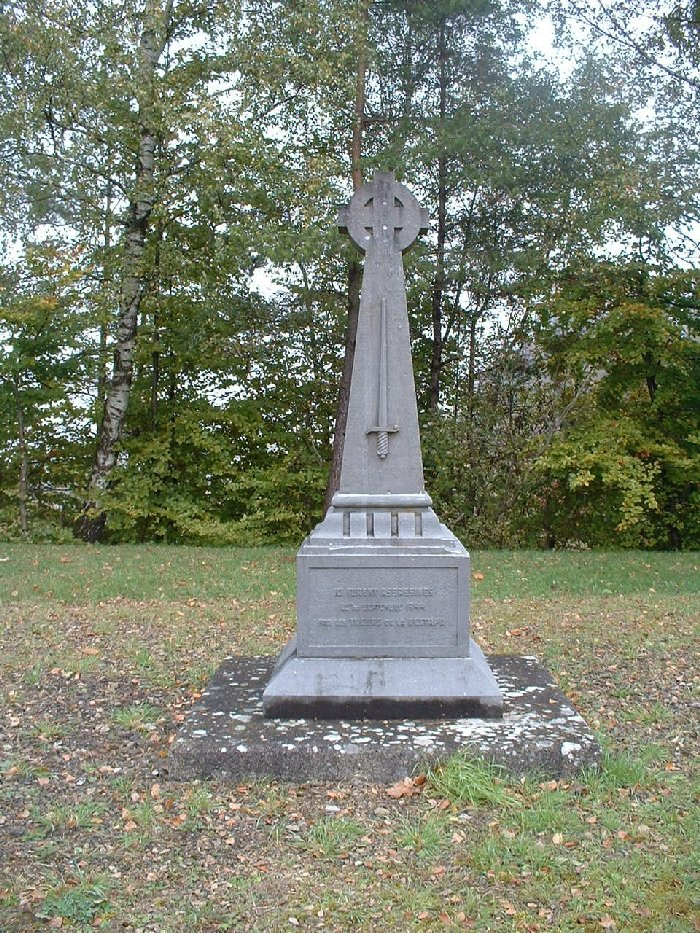
Het monument van Côte-rouge

Het gehucht ligt ten westen van de N4 tussen Bastenaken en Aarlen in het zuiden van de gemeente Attert, op de gemeentegrens met Aarlen. Vlak bij de N4 staat een monument voor de twaalf mannen die er op 1 september 1944 door de Gestapo gefusieerd werden.
Deelgemeenten: Attert · Nobressart · Nothomb · Thiaumont · Tontelange

Overige kernen: Almeroth · Grendel · Heinstert · Lischert · Lottert · Louchert · Luxeroth · Metzert · Parette · Post · Rodenhoff · Schadeck · Schockville

Belgische gemeenten · Arrondissement Aarlen · Luxemburg · Wallonië